# Burhave
Burhave is de hoofdplaats en bestuurszetel van de gemeente Butjadingen, Landkreis Wesermarsch, deelstaat Nedersaksen, in Duitsland.
Het dorp heeft circa tweeduizend inwoners en is daarmede de grootste plaats in de gemeente.
Burhave bestaat reeds sedert de middeleeuwen. De naam betekent ongeveer: buurt bij een kerk, kerkdorp.

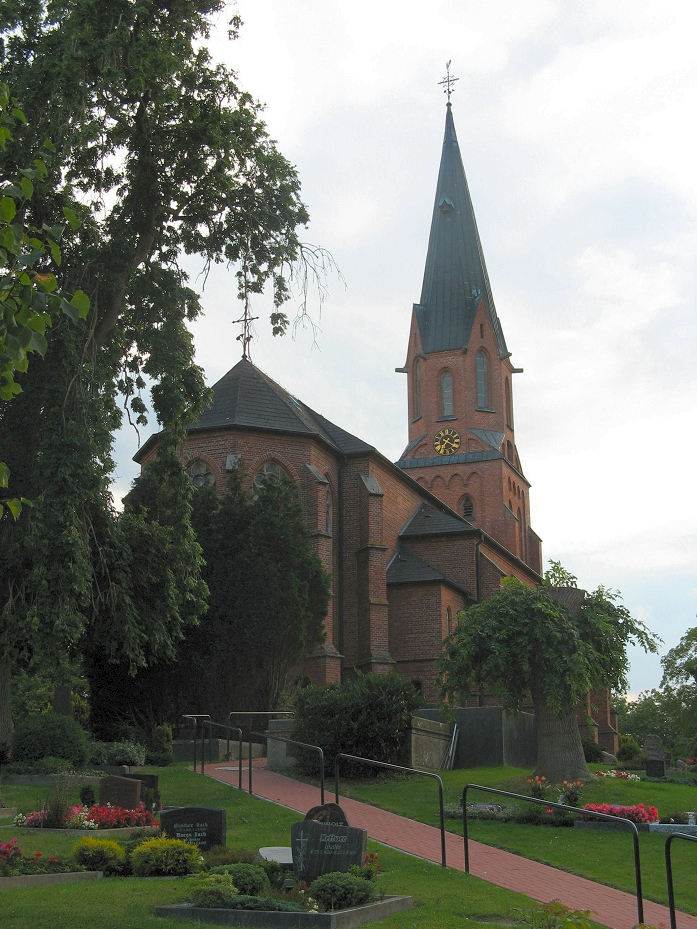
St.Pieterskerk, Burhave (1880)
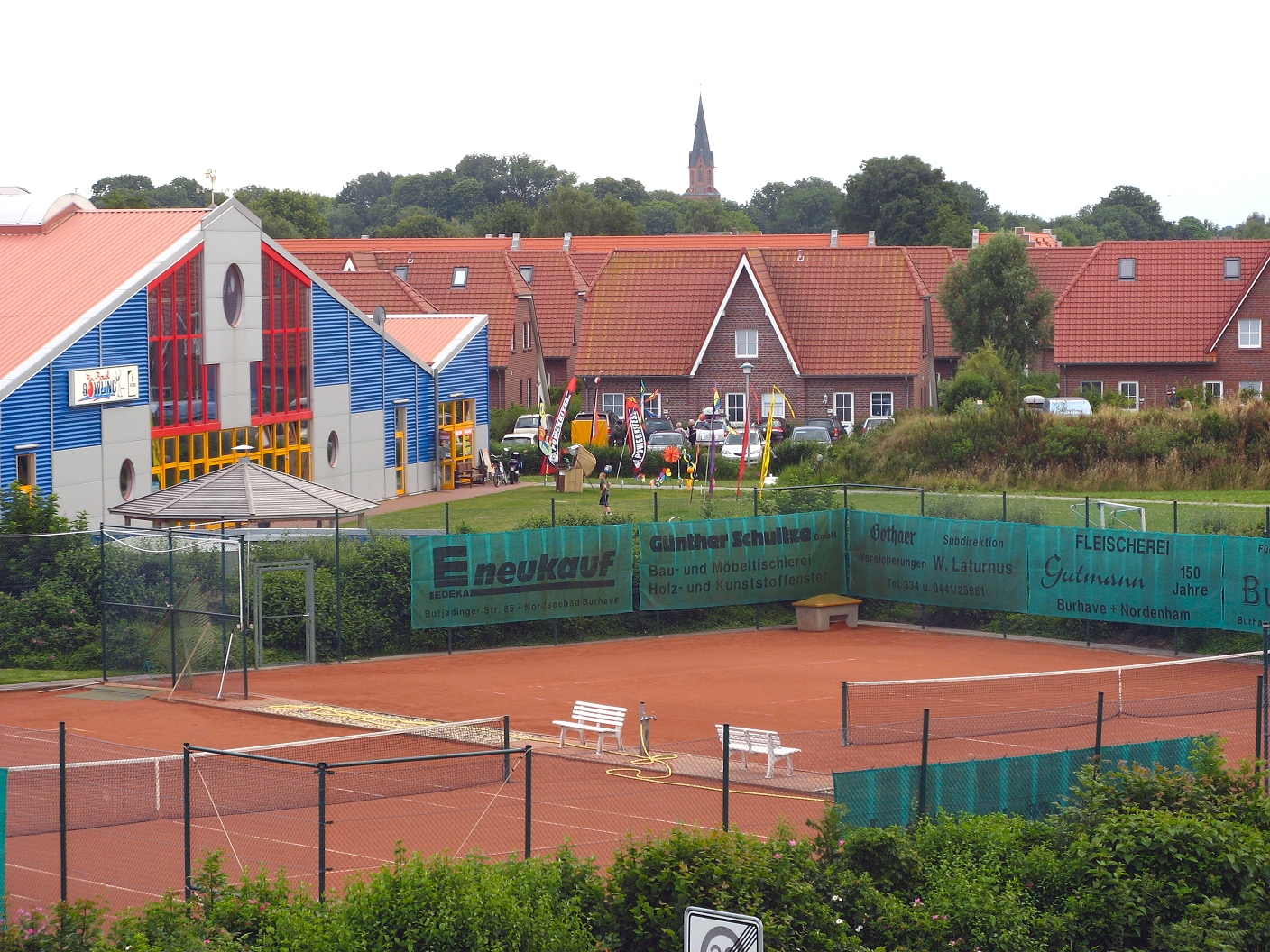
Recreatiegebouw Spielscheune (speelschuur)

Burhave ligt circa een kilometer ten zuiden van de kust van de Waddenzee. Het dorp, dat enige kenmerken van een aan zee gelegen kuuroord vertoont, heeft een aantal toeristische voorzieningen.
Zie voor verdere informatie onder Butjadingen.
Hoewel in oude Nederlandse geschriften de plaatsnaam Boerhave gespeld wordt, komt de beroemde natuurkundige Herman Boerhaave niet voort uit een hiervandaan afkomstige familie.
Dit geldt ook voor Burhafe gemeente Wittmund.
- Virtual International Authority File: 236820925